# Stakes Winner 2
Stakes Winner 2 (ステークスウィナー2?, Sutēkusu Uinā 2) è un videogioco arcade del 1996 sviluppato da Saurus, pubblicato da SNK sulla scheda hardware Neo Geo. È il diretto seguito di Stakes Winner. Il titolo ebbe due port per le console Sega Saturn e PlayStation, uscite solo in Giappone con il nome di Stakes Winner 2 - Saikyōba densetsu (ステークスウィナー2 最強馬伝説?, Sutēkusu Uinā 2 - Saikyōba densetsu, lett. "Stakes Winner 2: La leggenda del cavallo più forte").

## Modalità di gioco
Stakes Winner 2 mantiene lo stesso gameplay del predecessore, e presenta tante novità:
- All'inizio della partita, il giocatore può scegliere adesso se disputare le gare ippiche in Europa o in America;
- Il numero dei quadrupedi disponibili pre partita è aumentato a dodici;
- Viene azionato il pulsante C per eseguire una "trappola" e massimizzare le abilità del cavallo, ma ciò quando appare "GO" sull'indicatore del volto del destriero. L'animale recupererà la resistenza, aumenterà la velocità e non reagirà alle ripetute frustate;
- Il giocatore se dovesse compiere azioni come dividere i cavalli in gruppi o frustare il viso, riceve per penalità un cartellino giallo (visualizzato sotto l'indicatore della resistenza). Ottenendone tre, il cartellino diventa rosso, comportando la riduzione della metà del premio in denaro per la vittoria e, solo nella versione per console, la sospensione del medesimo dal cavallo per un certo periodo di tempo;
- Dopo ogni gara, con il denaro finora vinto il giocatore acquista un utile oggetto in vendita nel negozio da adoperare al suo destriero, come ad esempio la frusta elettrica, che aumenta la velocità di partenza, i ferri di cavallo chiodati, che prevengono gli stalli su piste dissestate, la tuta, che migliora sia la velocità massima che l'accelerazione, e la doppia carota, che recupera una piccola quantità di stamina quando essa raggiunge lo 0;
- Oltre all'erba e al fango, il gioco introduce un nuovo percorso d'allenamento nell'acqua nella quale dei vortici appaiono come ostacoli. Inoltre, si ha accesso a un dojo ove è possibile apprendere una delle sei nuove tecniche di comando pagando con il premio in denaro, tra cui l'iper scatto;
- Uno degli otto fantini rivali di diverse nazionalità appare quando vengono soddisfatte determinate condizioni. Affronterà il giocatore in uno scontro uno contro uno e, se vince, potrà acquisire comandi speciali e il diritto di partecipare alle prove speciali.

## Musica
Anche in questo secondo capitolo è riconfermato il brano arrangiato a 16-bit Camptown Races, che però è ascoltabile solo nel tutorial.

## Accoglienza
In Giappone, la rivista Game Machine elencò Stakes Winner 2 nel numero del 1º novembre 1996 come la quarta unità arcade di maggior successo del mese.